# Eszter Tóth
Eszter Tóth (* 27. Oktober 1992 in Győr, Ungarn) ist eine ungarische Handballspielerin, die dem Kader der ungarischen Nationalmannschaft angehört.

## Karriere
Tóth begann das Handballspielen in ihrem Geburtsort bei Győri ETO KC. Ab der Saison 2009/10 wurde die Rückraumspielerin in der Erstligamannschaft von Győri ETO KC eingesetzt, mit der sie in den Jahren 2010, 2011 und 2012 sowohl die ungarische Meisterschaft als auch den ungarischen Pokal gewann. Weiterhin stand sie mit der Mannschaft in der Saison 2011/12 im Finale der EHF Champions League. Nachdem Tóth anschließend drei Jahre an Veszprém Barabás KC ausgeliehen war, stand sie ein Jahr bei Váci NKSE unter Vertrag. Im Jahr 2016 schloss sie sich MTK Budapest an. Im Sommer 2020 wechselte Tóth zu Mosonmagyaróvári KC SE. Mit dem Verein belegte sie in der Saison 2020/21 den dritten Platz der ungarischen Meisterschaft und qualifizierte sich hierdurch für die EHF European League. Im November 2021 verlängerte sie ihren Vertrag bis 2024.
Tóth gab am 28. November 2020 ihr Debüt für die ungarische Nationalmannschaft in einem Testspiel gegen Schweden. Sie nahm an der Weltmeisterschaft 2021 und an der Europameisterschaft 2022 teil.